# Liste von völkerrechtlichen Verträgen des Osmanischen Reiches
Dies ist eine Liste von völkerrechtlichen Verträgen des Osmanischen Reiches. Aufgeführt sind das Jahr der Unterzeichnung, eine Bezeichnung des Vertrages und die Hauptunterzeichner neben dem Osmanischen Reich.
| Jahr | Name                                                      | Haupt-Unterzeichner (neben dem Osmanischen Reich)                                    |
| ---- | --------------------------------------------------------- | ------------------------------------------------------------------------------------ |
| 1416 | Osmanisch-venezianischer Seevertrag                       | Republik Venedig                                                                     |
| 1444 | Edirne-Segedin (Szeged)                                   | Ungarn                                                                               |
| 1479 | Vertrag von Konstantinopel (1479)                         | Republik Venedig                                                                     |
| 1533 | Vertrag von Konstantinopel (1533)                         | Heiliges Römisches Reich                                                             |
| 1536 | Französisch-osmanische Allianz (Alliance franco-ottomane) | Frankreich                                                                           |
| 1547 | Waffenstillstand von Adrianopel                           | Heiliges Römisches Reich                                                             |
| 1555 | Friede von Amasya                                         | Safawiden, Persien                                                                   |
| 1568 | Frieden von Adrianopel                                    | Heiliges Römisches Reich                                                             |
| 1590 | Vertrag von Istanbul                                      | Safawiden, Persien                                                                   |
| 1606 | Frieden von Zsitvatorok                                   | Heiliges Römisches Reich                                                             |
| 1612 | Vertrag von Nasuh Pascha                                  | Safawiden, Persien                                                                   |
| 1617 | Frieden von Busza                                         | Polen-Litauen                                                                        |
| 1618 | Vertrag von Serav                                         | Safawiden, Persien                                                                   |
| 1621 | Vertrag von Chocim                                        | Polen-Litauen                                                                        |
| 1639 | Vertrag von Kasr'ı Şirin (Zuhab)                          | Safawiden, Persien                                                                   |
| 1664 | Frieden von Eisenburg (Vasvar)                            | Polen-Litauen                                                                        |
| 1672 | Vertrag von Buczacz                                       | Polen-Litauen                                                                        |
| 1676 | Vertrag von İzvença (Zurawno)                             | Polen-Litauen                                                                        |
| 1681 | Vertrag von Bakhchisarai                                  | Russisches Reich                                                                     |
| 1699 | Frieden von Karlowitz                                     | Heiliges Römisches Reich – Polen-Litauen – Republik Venedig                          |
| 1700 | Vertrag von Konstantinopel (1700)                         | Russisches Reich                                                                     |
| 1711 | Frieden vom Pruth                                         | Russisches Reich                                                                     |
| 1718 | Frieden von Passarowitz                                   | Heiliges Römisches Reich – Republik Venedig                                          |
| 1724 | Vertrag von Konstantinopel (1724)                         | Russisches Reich                                                                     |
| 1732 | Vertrag von Ahmet Pasha                                   | Safawiden, Persien                                                                   |
| 1736 | Vertrag von İstanbul (1736)                               | Afschariden, Persien                                                                 |
| 1739 | Frieden von Belgrad                                       | Heiliges Römisches Reich                                                             |
| 1739 | Vertrag von Niš                                           | Russisches Reich                                                                     |
| 1746 | Vertrag von Kerden                                        | Afschariden, Persien                                                                 |
| 1774 | Frieden von Küçük Kaynarca                                | Russisches Reich                                                                     |
| 1779 | Vertrag von Aynalıkavak                                   | Russisches Reich                                                                     |
| 1791 | Frieden von Swischtow                                     | Heiliges Römisches Reich                                                             |
| 1792 | Frieden von Jassy                                         | Russisches Reich                                                                     |
| 1795 | Friedens- und Freundschaftsvertrag von Algier             | Vereinigte Staaten                                                                   |
| 1796 | Tripoli                                                   | Vereinigte Staaten                                                                   |
| 1797 | Vertrag mit Tunis                                         | Vereinigte Staaten                                                                   |
| 1802 | Vertrag von Paris (1802)                                  | Frankreich                                                                           |
| 1809 | Vertrag von Kale’i Sültani (Dardanellen)                  | Vereinigtes Königreich                                                               |
| 1812 | Friede von Bukarest                                       | Russisches Reich                                                                     |
| 1815 | Vertrag mit Algerien (Algier)                             | Vereinigte Staaten                                                                   |
| 1823 | Vertrag von Erzurum                                       | Kadscharen, Persien                                                                  |
| 1824 | Vertrag mit Tunis                                         | Vereinigte Staaten                                                                   |
| 1826 | Akkerman-Abkommen                                         | Russisches Reich                                                                     |
| 1828 | Frieden von Adrianopel                                    | Russisches Reich                                                                     |
| 1832 | Vertrag von Konstantinopel (1832)                         | Vereinigtes Königreich – Frankreich – Russisches Reich                               |
| 1833 | Vertrag von Hünkâr İskelesi                               | Russisches Reich                                                                     |
| 1833 | Vertrag von Kütahya                                       | Ägypten (nominell Vasall des Osmanischen Reiches)                                    |
| 1838 | Vertrag von Balta limanı                                  | Vereinigtes Königreich                                                               |
| 1840 | Londoner Vertrag 1840                                     | Vereinigtes Königreich, Russisches Reich, Deutschland, Österreich-Ungarn             |
| 1841 | Dardanellen-Vertrag (London Straits Convention)           | Vereinigtes Königreich, Russisches Reich, Frankreich, Deutschland, Österreich-Ungarn |
| 1856 | Pariser Frieden                                           | Russisches Reich – Vereinigtes Königreich – Frankreich – Königreich Sardinien        |
| 1862 | Vertrag von Scutari                                       | Montenegro (nominell Vasall des Osmanischen Reiches)                                 |
| 1878 | Frieden von Ayastefanos (Yeşilköy)                        | Russisches Reich                                                                     |
| 1878 | Berliner Vertrag (1878)                                   | Russisches Reich                                                                     |
| 1878 | Vertrag von Zypern                                        | Vereinigtes Königreich                                                               |
| 1886 | Tophane-Vertrag                                           | Bulgarien                                                                            |
| 1897 | Vertrag von Konstantinopel (1897)                         | Griechenland                                                                         |
| 1912 | Vertrag von Ouchy                                         | Italien                                                                              |
| 1913 | Londoner Vertrag (1913)                                   | Balkanbund (Serbien – Montenegro – Bulgarien – Griechenland)                         |
| 1913 | Vertrag von Konstantinopel (1913)                         | Bulgarien                                                                            |
| 1913 | Vertrag von Athen                                         | Griechenland                                                                         |
| 1913 | Anglo-osmanisches Abkommen                                | Vereinigtes Königreich                                                               |
| 1917 | Waffenstillstand von Erzincan                             | Russische Republik                                                                   |
| 1918 | Friedensvertrag von Brest-Litowsk                         | Sowjetunion – Deutschland – Österreich-Ungarn                                        |
| 1918 | Friedenskonferenz von Trabzon                             | Transkaukasisches Sejm                                                               |
| 1918 | Vertrag von Batum                                         | Armenien                                                                             |
| 1918 | Waffenstillstand von Mudros                               | Vereinigtes Königreich                                                               |
| 1920 | Vertrag von Sèvres                                        | Alliierte (Vereinigtes Königreich, Frankreich, Italien und andere)                   |